# Zagórze (Cholerzyn)
Zagórze – część wsi Cholerzyn w Polsce, położona w województwie małopolskim, w powiecie krakowskim, w gminie Liszki.
W latach 1975–1998 Zagórze administracyjnie należało do województwa krakowskiego.